# Ramzi Toujani
Pour les articles homonymes, voir Toujani.
Ramzi Toujani, né le 16 janvier 1977, est un footballeur tunisien jouant au poste de défenseur.

## Clubs
- ?-juillet 1999 : Olympique de Béja
- juillet 1999-décembre 2004 : Club sportif sfaxien
- décembre 2004-juillet 2006 : Club africain
- juillet 2006-juillet 2007 : Club sportif de Hammam Lif
- juillet 2007-? : Stade gabésien

## Palmarès
- Ligue des champions arabes : 2004